# 長期と短期
ミクロ経済学において、長期（英: Long run）とは、固定生産要素が存在せず、そのため（資本ストックの変化や産業の参入・退出などによる）生産量の変化を妨げるような制約がない概念的な期間を指す。すなわち、長期ではすべての生産要素が可変的となる。これとは対照的に短期（英: Short run）とは、一部の生産要素が可変的である一方で、一部の生産要素が固定的であり、産業の参入・退出が制限されているような概念的な期間を指す。すなわち、短期では一部の生産要素が固定的となる。マクロ経済学において、「長期」とは、一般物価水準、賃金率および期待が経済状態に対して完全に調整される期間を指す。一方で、「短期」においては一部の変数が完全には調整されない。

## 長期
長期において、企業は生産水準を（期待）利潤（あるいは損失）、土地、労働、資本などの要素に応じて、その経済の長期平均費用に合うように変化させる。単純化のため工場が固定生産要素しか持たないと考えると、一般的に、企業は長期的に次のような変化を起こす。
- （期待）利潤に応じて産業に参入する
- 損失に応じて産業から退出する
- 利潤に応じて工場を増やす
- 損失に応じて工場を減らす

ミクロ経済学のモデルでは、この「長期」という概念が長期平均費用曲線（Long-run average cost curve, LRAC）に関連しており、企業はそれぞれの長期産出量に対して平均費用（1単位毎の費用）を最小化するであろうという事実を反映している。長期限界費用（Long-run marginal cost, LRMC）は固定資本を含めた生産要素を変化させ追加的な産出に対する費用を最小にしようとしたときの追加的な財・サービスの1単位に対する費用である。長期において、長期限界費用に等しい価格が設定されることで効率的な資源配分が達成される。「長期費用」の概念は企業がその産業において生産を続けるか退出するかの決定を考える際にも用いられている。完全競争の産業における長期均衡においては、LRACの最小値において LRMC = LRAC となる。長期限界費用曲線と長期平均費用曲線の形は規模に関する収穫がどのように変化するかで決定される。
「長期」においてあらゆる計画は実施される。一例として、ある企業が新たな工場を建設したり、あるいは新たな生産ラインを追加することでより大規模に生産をするとする。ここで、その企業はその生産過程において新たな技術を採用するとする。この企業はその長期生産に関してあらゆる選択肢を考慮し、そしてその長期目標に対して、最適な投入物の組み合わせと技術を選択する。最適な投入物の組み合わせとは、全ての投入物が可変であるとき、計画された産出量水準に対して最小の費用となるような投入物の組み合わせである。実際に計画が決定され生産が始まると、この企業は短期において固定投入物と可変投入物を用いて生産活動を行う。

## 短期
リアルタイムに行われるあらゆる生産は「短期」として扱われる。短期においては、利潤最大化をする企業は次のことを実行する。
- 限界費用が限界収益より小さければ生産を増やす。（限界収益とは追加的な1単位の産出に対する追加的収益）
- 限界費用が限界収益より大きければ生産を減らす。
- 限界可変費用が1単位ごとの価格よりも小さければ（平均総費用が価格よりも大きかったとしても）生産を続ける。
- 平均可変費用が（産出のどのレベルであれ）価格よりも大きい場合、生産を停止する。

## 短期から長期への移行
短期から長期への移行は次のようにされる。すなわち、需要と供給の均衡に関して、一部の短期均衡が同時に長期均衡でもあるとみなす。この均衡状態を、さらに均衡を妨げる要因を変化させて作り出した新たな短期均衡状態および長期均衡状態と比較する（この均衡を妨げるような要因とは、例えば物品販売税率が挙げられる）。この比較に対して、まず短期調整を描き、つぎに長期調整を描く。これらのそれぞれのプロセスは比較静学の考えに沿うものであり、このような静的な状態を比較・分析する手法はアルフレッド・マーシャル（1890）が開発したものである。マーシャルは（一時的な）市場期間（産出量は固定）を「短期」として長期と区別した。こうした手法は、Viner 1931、Hicks 1939、そしてSamuelson 1947によって形式化された。この法則は短期限界費用曲線の正の傾きに関連している。

## マクロ経済学における用法
「長期」と「短期」のマクロ経済学における用法はミクロ経済学によるものと異なっている。ジョン・メイナード・ケインズは1936年に刊行された主著『雇用・利子および貨幣の一般理論』において、市場経済が完全雇用から乖離し、経済が完全雇用に到達しない期間について論じ、経済のファンダメンタルな要素を強調した。より近代のマクロ経済学における用法では、「長期」という語は「経済の総需要と総供給曲線のシフトに関して価格水準が完全に柔軟である期間」として用いられている。「長期」では、加えて、経済の部門（セクター）間における労働力と資本の完全に自由な移動が仮定され、国際間の資本の完全に自由な移動が仮定されている。しかし、短期においてはこれらの条件のどれにおいても完全に満たされる必要はない。総需要曲線・総供給曲線のシフトに関して、物価は名目硬直性がある。資本も部門間を完全に自由に移動するわけではなく、また、資本の国際的な移動に関しても、国家間での利子率の違いおよび固定為替レートによって、資本は完全には自由に移動しないとされている。 
長期分析の非現実性や、短期分析の軽視への批判はジョン・メイナード・ケインズによるものがある。貨幣供給を倍にすることで物価水準が倍になるということを主張する貨幣数量説の長期命題を評して、ケインズは「長期的には我々は皆死んでいる」と述べた(Keynes 1923, p. 65)。